# Ips cembrae
Ips cembrae es una especie de escarabajo del género Ips, tribu Ipini, familia Curculionidae. Fue descrita científicamente por Wood y Bright en 1992.
Se mantiene activa durante todos los meses del año.

## Descripción
Mide 4,9-6 milímetros de longitud.

## Distribución
Se distribuye por Suiza, Francia, Austria, Alemania, Suecia, Japón, Italia, Bélgica, Corea, Chequia, Reino Unido, Rusia, China, Países Bajos, Polonia y Eslovenia.